# Nganasania rhetica
Nganasania rhetica is een keversoort uit de familie harige schimmelkevers (Cryptophagidae). De wetenschappelijke naam van de soort werd in 1977 gepubliceerd door Vladimir Vasilievich Zherichin.